# Haarlemse MoNUmenten
De Haarlemse MoNUmenten waren tientallen korte films van filmmaker en animator Gerrit van Dijk. De serie liep van 2010 tot 2013, en liet elke maand een beeld zien van de Nederlandse stad Haarlem.
In een aflevering van januari werd een imitatie gemaakt van de Think Different-campagne van Apple Inc., genaamd Denk Anders, Haarlem.
In deze korte film figureerden Hans Bosschart, Jannie Sipkes, Anthony Fokker, Boudewijn de Groot, Godfried Bomans, Frank Nypels, Cor van de Geest, Dolly Bellefleur, Ischa Meijer, Truus Menger-Oversteegen, Dick Verkijk, Catharine Lodders, Anton Heijboer, Joop Visser, Midas Dekkers, Mari Andriessen.
Alle kleinzonen van Van Dijk speelden mee, als voice-over, pianist en figurant.